# 加比奧洛山
46°13′01″N 10°39′01″E / 46.21687°N 10.65039°E
加比奧洛山（義大利語：Monte Gabbiolo），是意大利的山峰，位於該國北部，由特倫蒂諾-上阿迪傑大區負責管轄，屬於阿達梅洛-普雷薩內拉阿爾卑斯山脈的一部分，海拔高度3,341米，每年平均降雨量1,357毫米。